# Malsch (Landkreis Karlsruhe)
Malsch is een gemeente in de Duitse deelstaat Baden-Württemberg, en maakt deel uit van het Landkreis Karlsruhe.
Malsch telt 14.558 inwoners.
De gemeente ligt twintig kilometer ten zuiden van Karlsruhe. Het dorpscentrum van Malsh ligt op de rand van de Boven-Rijnse Laagvlakte en grenst aan het Zwarte Woud.

## Geboren
- Jens Nowotny (11 januari 1974), voetballer

Bad Schönborn ·
Bretten ·
Bruchsal ·
Dettenheim ·
Eggenstein-Leopoldshafen ·
Ettlingen ·
Forst ·
Gondelsheim ·
Graben-Neudorf ·
Hambrücken ·
Karlsbad ·
Karlsdorf-Neuthard ·
Kraichtal ·
Kronau ·
Kürnbach ·
Linkenheim-Hochstetten ·
Malsch ·
Marxzell ·
Oberderdingen ·
Oberhausen-Rheinhausen ·
Östringen ·
Pfinztal ·
Philippsburg ·
Rheinstetten ·
Stutensee ·
Sulzfeld ·
Ubstadt-Weiher ·
Waghäusel ·
Waldbronn ·
Walzbachtal ·
Weingarten (Baden) ·
Zaisenhausen